# Asiophantes
Asiophantes és un gènere d'aranyes araneomorfes de la subfamília Erigoninae, dins de la família Linyphiidae.
Fou descrit per primera vegada per Kiril Ieskov l'any 1993.
Es pot trobar a  la Rússia asiàtica.

## Llista d'espècies
Segons The World Spider Catalog 12.0:
- Asiophantes pacificus Eskov, 1993
- Asiophantes sibiricus Eskov, 1993